# Skład Kancelarii Prezesa Rady Ministrów Donalda Tuska
 Skład Kancelarii Premiera podczas pierwszego i drugiego rządu Donalda Tuska (od 16 listopada 2007 do 11 września 2014) oraz trzeciego rządu Donalda Tuska (od 13 grudnia 2023) 

## Trzeci rząd (od 13 grudnia 2023)
- Jan Grabiec (PO) – minister-członek Rady Ministrów, szef Kancelarii Premiera od 13 grudnia 2023, przewodniczący Komitetu do spraw Pożytku Publicznego
- Tomasz Siemoniak (PO) – minister-członek Rady Ministrów od 13 grudnia 2023, koordynator służb specjalnych
- Maciej Berek – minister nadzoru nad wdrażaniem polityki rządu od 24 lipca 2025
- Grzegorz Karpiński (PO) – sekretarz stanu, zastępca szefa Kancelarii Prezesa Rady Ministrów od 18 grudnia 2023
- Paweł Graś – szef Gabinetu Politycznego Premiera od 1 lutego 2024[1]
- Radosław Kujawa – sekretarz stanu od 13 grudnia 2023
- Jakub Stefaniak (PSL) – sekretarz stanu, zastępca szefa Kancelarii Prezesa Rady Ministrów od 7 lutego 2025[2][3]
- Adam Szłapka (Nowoczesna) – rzecznik prasowy Rządu od 1 lipca 2025, sekretarz stanu od 24 lipca 2025
- Adriana Porowska (Polska 2050) – sekretarz stanu od 25 lipca 2025, wiceprzewodnicząca Komitetu do spraw Pożytku Publicznego od 1 sierpnia 2025
- Katarzyna Kotula (Nowa Lewica) – sekretarz stanu od 25 lipca 2025
- Marzena Okła-Drewnowicz (PO) – sekretarz stanu od 25 lipca 2025
- Agnieszka Rucińska – podsekretarz stanu od 21 grudnia 2023
- Magdalena Sobkowiak-Czarnecka – podsekretarz stanu od 5 stycznia 2024
- Karol Grzybowski – podsekretarz stanu od 1 lutego 2024[4]
- Marek Krawczyk (Polska 2050) – podsekretarz stanu od 28 maja 2024[5][6]
- Anita Noskowska-Piątkowska – szef Służby Cywilnej od 28 lutego 2024[7]
- Edyta Szostak – dyrektor generalna Kancelarii Premiera

## Wcześniejsi członkowie
- Maciej Berek – minister-członek Rady Ministrów od 13 grudnia 2023 do 24 lipca 2025, przewodniczący Komitetu Stałego Rady Ministrów
- Adam Szłapka (Nowoczesna) – minister do spraw Unii Europejskiej od 13 grudnia 2023 do 24 lipca 2025
- Adriana Porowska (Polska 2050) – minister do spraw społeczeństwa obywatelskiego, przewodnicząca Komitetu do spraw Pożytku Publicznego od 16 października 2024 do 24 lipca 2025[8]
- Katarzyna Kotula (Nowa Lewica) – minister do spraw równości od 13 grudnia 2023 do 24 lipca 2025
- Marzena Okła-Drewnowicz (PO) – minister do spraw polityki senioralnej od 13 grudnia 2023 do 24 lipca 2025
- Marcin Kierwiński (PO) – minister-członek Rady Ministrów od 26 września 2024 do 24 lipca 2025, pełnomocnik Rządu ds. odbudowy obszarów dotkniętych powodzią
- Magdalena Roguska (PO) – sekretarz stanu od 30 września 2024 do 30 lipca 2025
- Ignacy Niemczycki (Polska 2050) – sekretarz stanu od 21 października 2024 do 14 sierpnia 2025

## W dniu dymisji drugiego rządu (11 września 2014)

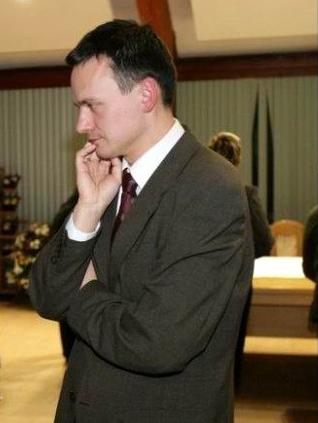
szef Kancelarii Premiera Jacek Cichocki[a]
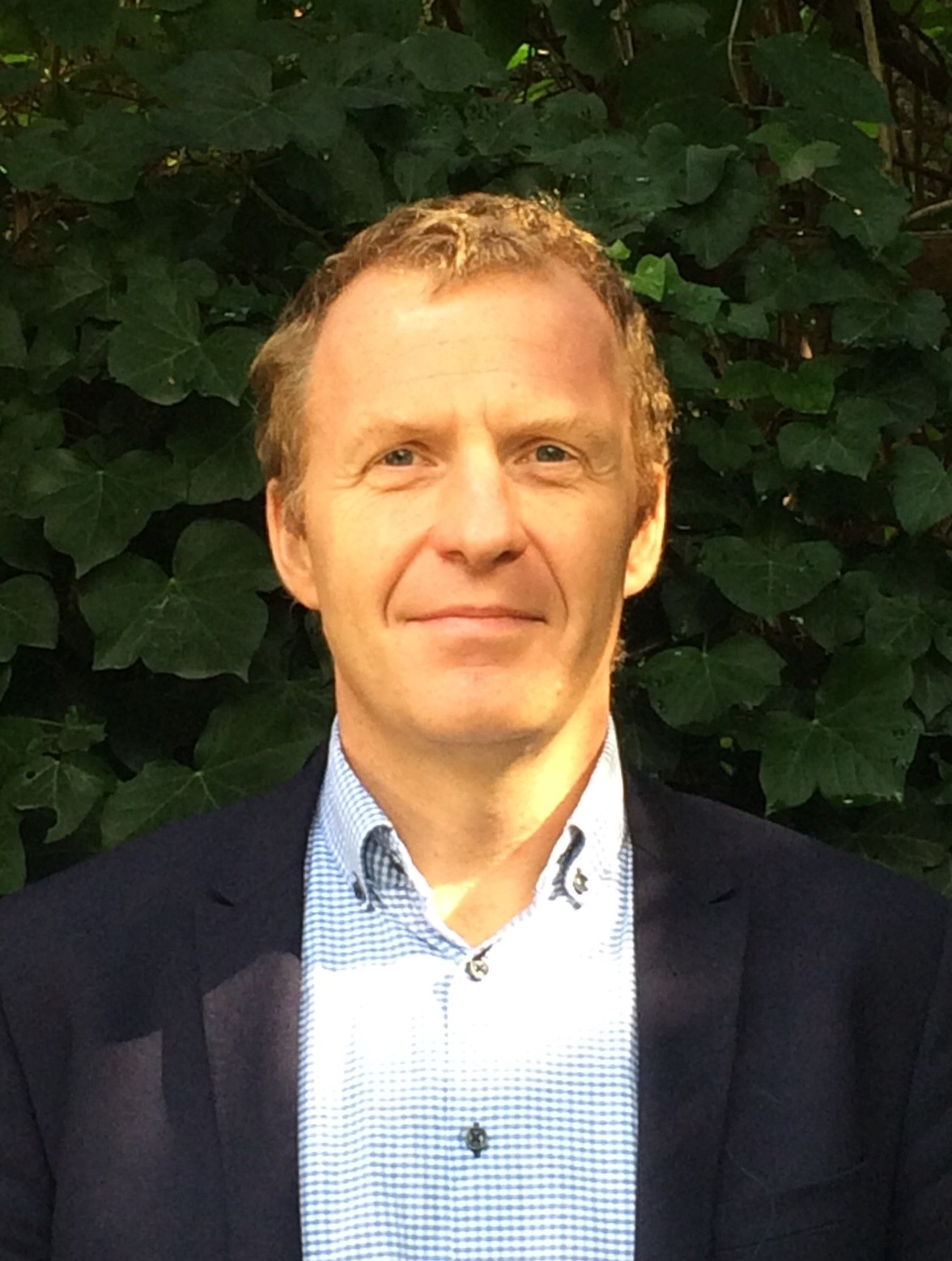
zastępca szefa Kancelarii Premiera Michał Deskur[b]
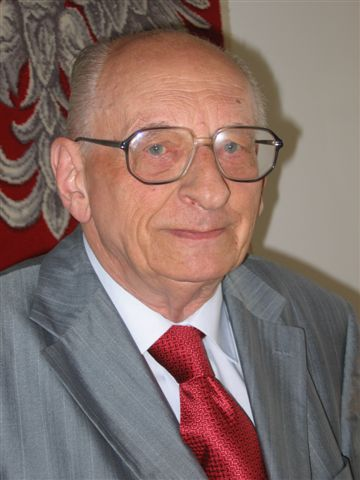
pełnomocnik Premiera ds. dialogu międzynarodowego Władysław Bartoszewski[c]
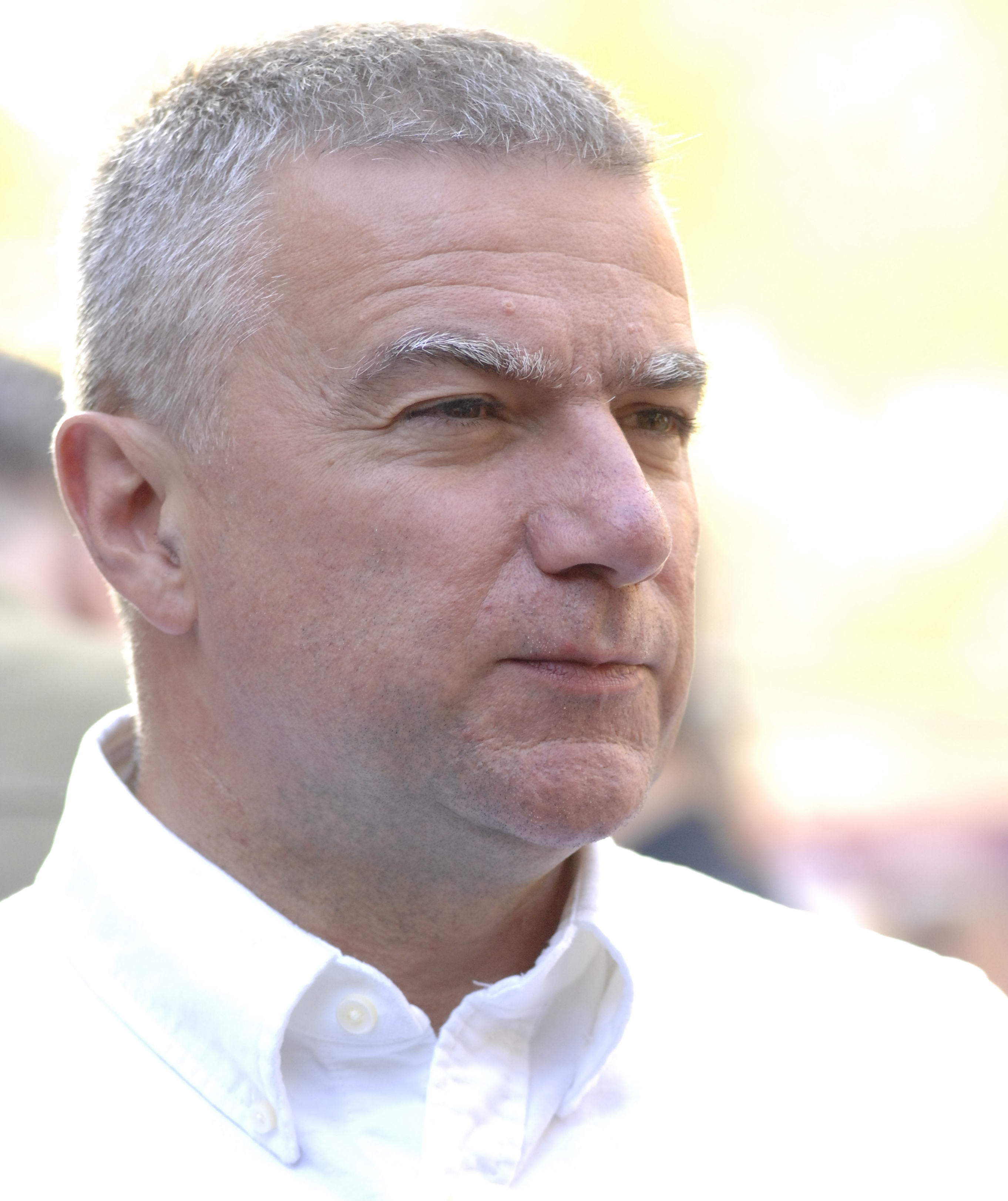
sekretarz stanu Paweł Graś (PO)[d]
sekretarz stanu Igor Ostachowicz[e]
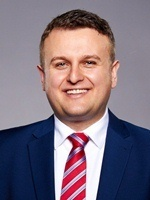
sekretarz stanu Tomasz Jędrzejczak (PSL)[f]
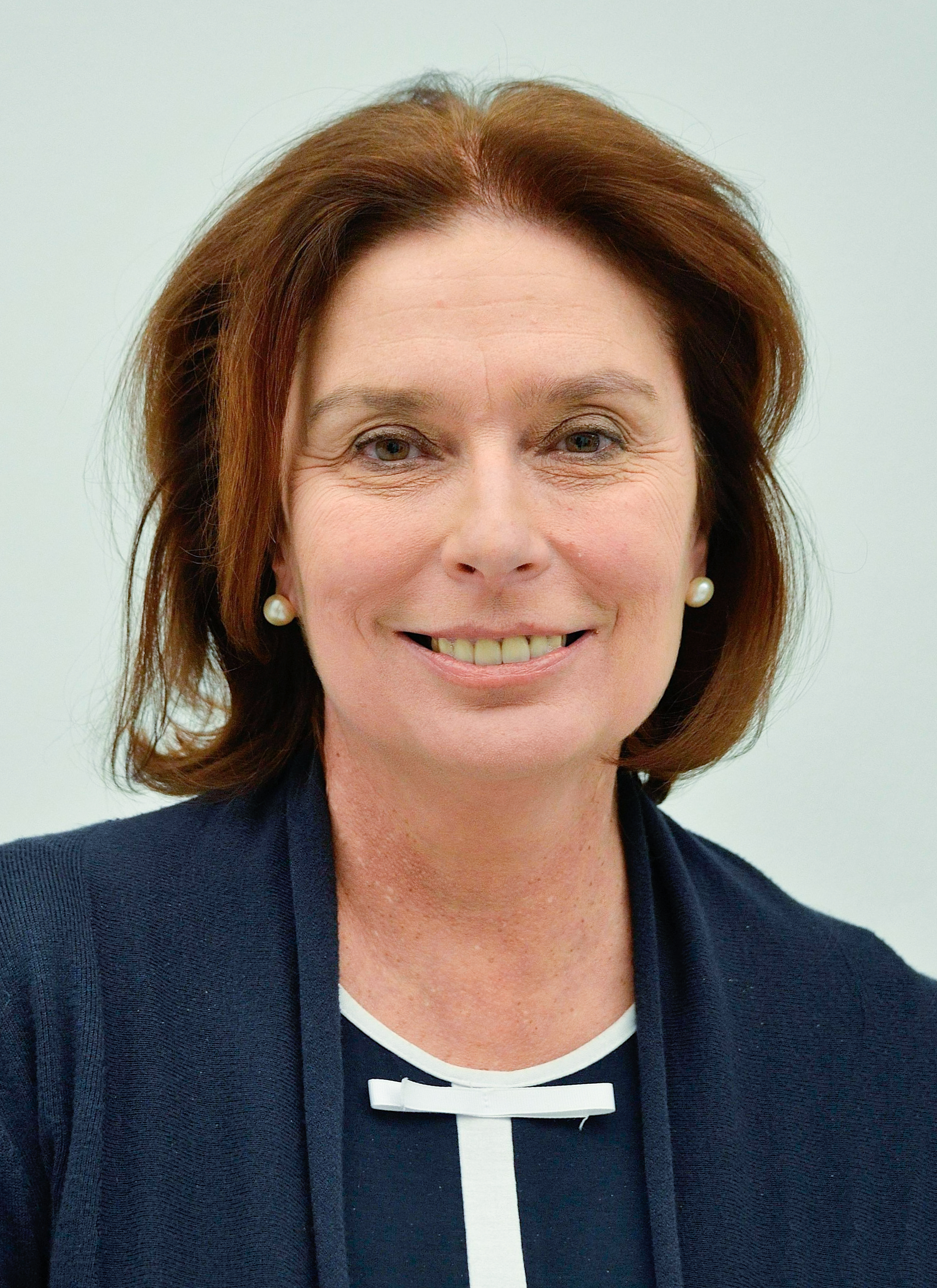
rzecznik prasowy rządu Małgorzata Kidawa-Błońska (PO)[g]
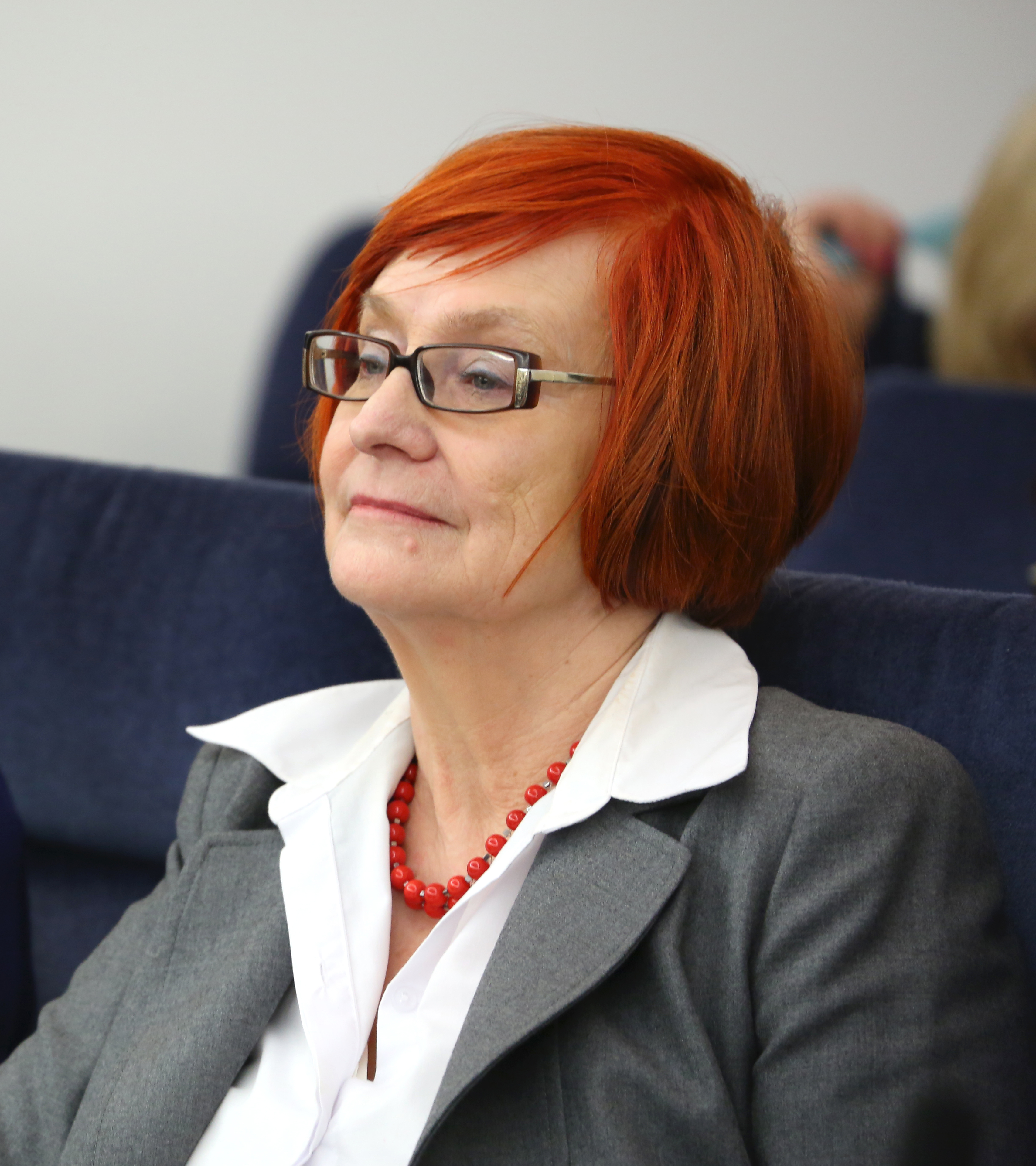
pełnomocnik Rządu ds. równego traktowania Małgorzata Fuszara[h]
sekretarz Rady Gospodarczej przy Premierze Jakub Jaworowski[i]
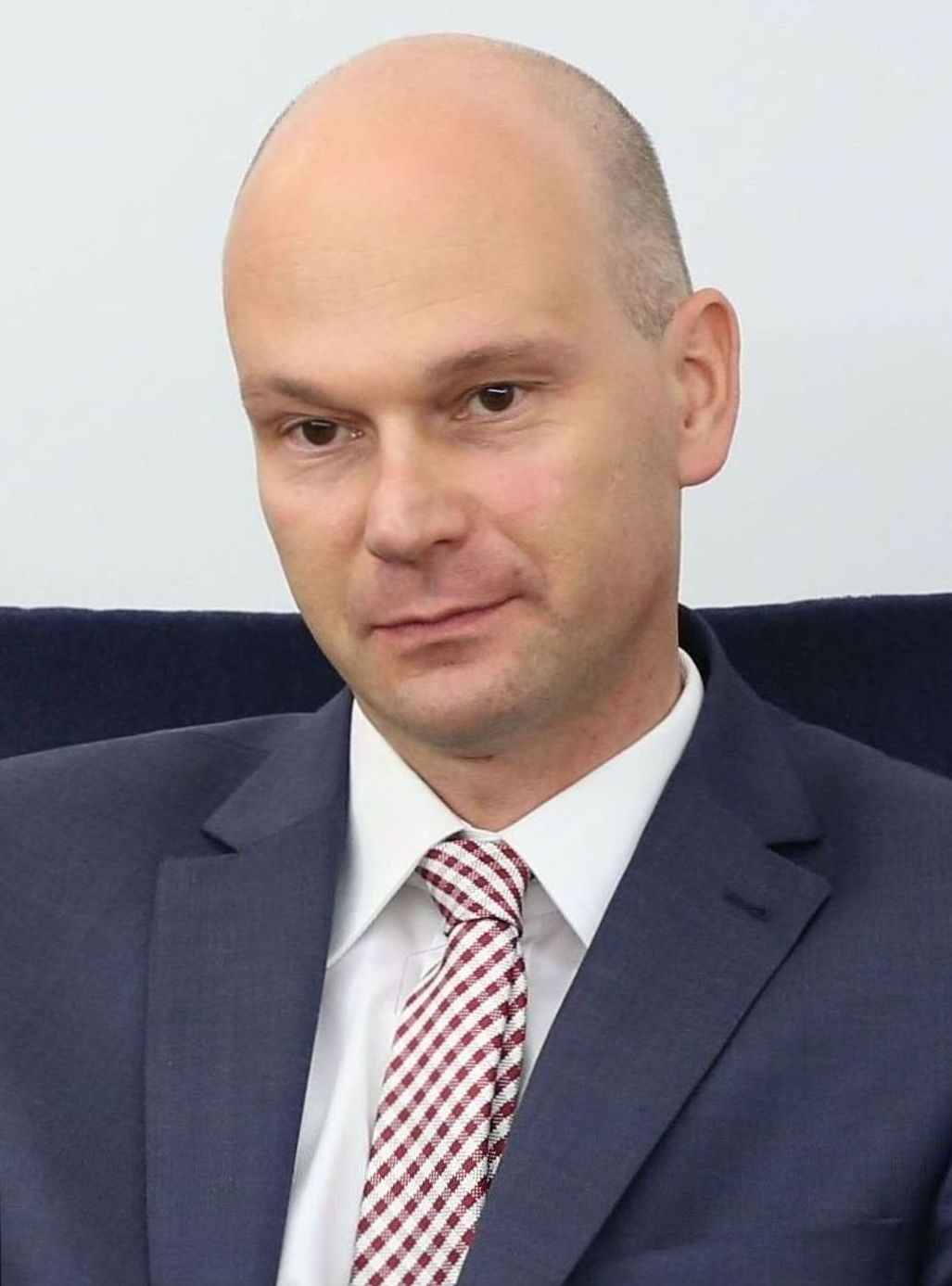
sekretarz Rady Ministrów Maciej Berek[j]
sekretarz Kolegium do Spraw Służb Specjalnych Tomasz Borkowski[k]
szef Gabinetu Politycznego Premiera Łukasz Broniewski (PO)[l]
dyrektor generalny Kancelarii Premiera Tomasz Bolek[m]

## Wcześniejsi członkowie
- Michał Boni – minister-członek Rady Ministrów i przewodniczący Komitetu Stałego Rady Ministrów od 15 stycznia 2009 do 18 listopada 2011, szef Zespołu Doradców Strategicznych Premiera od 18 stycznia 2008 do 18 listopada 2011, sekretarz stanu w Kancelarii od 9 stycznia 2008 do 15 stycznia 2009
- Tomasz Arabski – szef Kancelarii Premiera, minister-członek Rady Ministrów i przewodniczący Komitetu Stałego Rady Ministrów od 18 listopada 2011 do 25 lutego 2013
- Wojciech Nowicki – zastępca szefa Kancelarii Premiera, podsekretarz stanu od 11 kwietnia 2011 do 7 marca 2013
- Adam Leszkiewicz – zastępca szefa Kancelarii i podsekretarz stanu od 23 listopada 2007 do 28 kwietnia 2009
- Adam Jasser – sekretarz stanu od 21 marca 2013 do 18 marca 2014, sekretarz Rady Gospodarczej przy Premierze od 9 marca 2010 do 18 marca 2014, wiceprzewodniczący Komitetu Stałego Rady Ministrów od 24 listopada 2011 do 18 marca 2014, wiceprzewodniczący Zespołu ds. Programowania Prac Rządu od 28 marca 2013 do 18 marca 2014 i pełnomocnik Premiera ds. koordynacji oceny skutków regulacji
- Julia Pitera (PO) – sekretarz stanu od 22 listopada 2007 do 18 listopada 2011 i pełnomocnik rządu ds. opracowania Programu Zapobiegania Nieprawidłowościom w Instytucjach Publicznych od 5 grudnia 2007 do 18 listopada 2011
- Eugeniusz Grzeszczak (PSL) – sekretarz stanu od 10 grudnia 2007 do 8 listopada 2011
- Elżbieta Radziszewska (PO) – sekretarz stanu od 17 marca 2008 do 18 listopada 2011 i pełnomocnik rządu ds. równego traktowania od 30 kwietnia 2008 do 18 listopada 2011
- Agnieszka Kozłowska-Rajewicz sekretarz stanu i pełnomocnik Rządu ds. równego traktowania od 18 listopada 2011 do czerwca 2014.
- Bartosz Arłukowicz (PO) – sekretarz stanu i pełnomocnik premiera ds. przeciwdziałania wykluczeniu społecznemu od 10 maja 2011 do 18 listopada 2011
- Sławomir Nowak (PO) – sekretarz stanu i szef Gabinetu Politycznego Premiera od 16 listopada 2007 do 26 października 2009
- Rafał Grupiński (PO) – sekretarz stanu od 16 listopada 2007 do 26 października 2009
- Agnieszka Liszka – podsekretarz stanu od 21 listopada 2007 do 1 lipca 2008 i rzecznik prasowy rządu od 16 listopada 2007 do 1 lipca 2008
- Jolanta Rusiniak – sekretarz Rady Ministrów do 10 stycznia 2008 i prezes Rządowego Centrum Legislacji do 10 grudnia 2007
- Angelina Sarota – zastępująca dyrektora generalnego Kancelarii Premiera do 4 stycznia 2008
- Grzegorz Michniewicz – dyrektor generalny Kancelarii Premiera od 4 stycznia 2008 do 23 grudnia 2009
- Lech Marcinkowski – dyrektor generalny Kancelarii Prezesa Rady Ministrów